# Swingfire
Swingfire – brytyjski przeciwpancerny pocisk kierowany.
Pociski Swingfire stanowią główne uzbrojenie brytyjskich rakietowych niszczycieli czołgów FV438 Swingfire oraz FV102 Striker. Dodatkowo wykorzystywane są na pojazdach Land Rover oraz śmigłowcach Westland Lynx, a dawniej znajdowały się na wyposażeniu samochodów pancernych Ferret Mk 5.